# Papa Don't Leech
Papa Don't Leech, llamado Papá, no traiciones en Hispanoamérica y Papá, no me chupes la sangre en España, es un episodio perteneciente a la decimonovena temporada de la serie animada Los Simpson, emitido originalmente el 6 de abril de 2008, el 7 de septiembre de 2008 en Hispanoamérica y el 23 de agosto de 2009 en España. En el episodio, vuelve a aparecer la cantante Lurleen Lumpkin (personificada por Beverly D'Angelo) del episodio de la tercera temporada Colonel Homer, luego de dieciséis años. Las Dixie Chicks también hacen una aparición como sí mismas. El episodio fue escrito por Reid Harrison y dirigido por Chris Clements. En este episodio, Homer y Marge reúnen a Lurleen con su padre, quien la abandonó de pequeña.

## Sinopsis

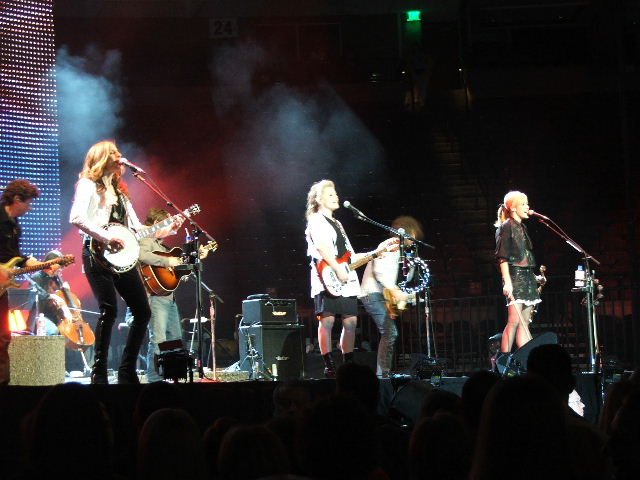
Las Dixie Chicks aparecen en el episodio, interpretándose a sí mismas.

Todo comienza mientras el abuelo Simpson está manejando el auto a medianoche en compañía de Homer. Homer piensa que su padre no puede manejar el auto porque es viejo pero el abuelo sigue empeñado en manejar el vehículo. Pero por culpa de otro automóvil (que estaba operado por Patty y Selma Bouvier), Homer y su padre tienen un accidente pero ambos salen ilesos aunque el abuelo Simpson está a punto de desmayarse y este le sugiere que llame al 911 para ayuda médica, Homer está a punto de llamar con su teléfono pero el abuelo le dice que si él termina en el hospital, tendrá que cuidar de él y que viviría en su casa la cual, perderá su valor general. Por lo que Homer desiste de llamar y comienza a ahogar a su padre con el deseo de matarlo. Y justo cuando el abuelo está a punto de morir, Homer despierta.
En realidad, Homer estaba soñando mientras manejaba su auto y se quedó dormido. Y Lisa le pide que ponga atención al volante ya que ella tiene que entregar galletas para su cliente, el alcalde Quimby, quien no tiene dinero para poder pagar el costo de las galletas de Lisa (aunque el alcalde pagaba sus gastos con el dinero que la ciudad pagaba como contribución), y como no puede pagarlo, quiere quitárselo a la fuerza pero Lisa lo evita.
Pronto, el alcalde llama a una reunión urgente en el ayuntamiento para informar que la ciudad de Springfield está en bancarrota, Homer sugiere fingir un desastre natural para obtener una ayuda económica del gobierno. Quimby lo lleva a cabo pero el plan fracasa porque los funcionarios que vinieron no eran del gobierno. Quimby sigue molesto pero Lisa investiga los archivos financieros de la ciudad y descubre impuestos sin pagar con valor de millones de dólares. En ese momento, Quimby decide que todos los ciudadanos deberán pagar los impuestos atrasados (aunque Quimby hace excepción del Sr. Burns y de él mismo). En las noticias, Kent Brockman informa que cada ciudadano empezó a pagar pero faltaba alguien más: Lurleen Lumpkin, quien queda como la última importante deudora, ya que ella debía al inicio, 50000 $us pero el valor incrementó con el tiempo a 12000000 $us. La familia empieza a recordar a Lurleen como la cantante de música country a la que Homer representó en el pasado pero, a Marge no le agrada que la mencionen sino que se enfada. Ya en la televisión, resulta que la gente de la ciudad estaba buscando a Lurleen, no por recompensa sino para sentir un poco de abuso de poder.
Mientras los ciudadanos de Springfield rastrean la ciudad para hallar a la deudora, Homer se burla de la situación pero no se percata de que Lurleen estaba en su auto y le pide ayuda, Homer accede pero Marge está en desacuerdo (ya que odiaba a Lurleen) y la echa de su casa. Mientras Marge lleva a Lurleen a su casa, se da cuenta de que Lurleen no tenía casa sino que vivía con unos miserables vagabundos debajo de un puente. Y al notar que Lurleen vivía en condiciones horribles, decide llevarla a su casa donde se instala con la familia. Días después, Marge busca "excusarse" con Lurleen por la forma en que le habló, diciendo que ella nunca habla así, pero la familia le hace saber que Marge siempre insulta a Lurleen. Aunque a esta no le importa y se siente a gusto en la casa de los Simpsons.
Conforme pasan los días, Lurleen decide buscar un empleo para no molestar a Marge y su familia, aunque el sitio donde trabajaba era la taberna de Moe donde Moe la explotaba de manera laboral. En ese sitio, tanto Carl como Lenny la invitan a salir pero ella no desea salir con ninguno de los dos. Y Marge (al enterarse de esto) deduce que Lurleen anda triste por causa de los hombres, estuvo con tres diferentes sujetos (que irónicamente se parecían a Homer) pero la razón por la que tiene ese pensamiento con los hombres, se debió al abandono de su padre Royce Boss Hogg Lumpkin por lo cual, Marge busca al padre de Lurleen y lo encuentra. Y mientras Lurleen dormía, se despierta gracias a que escucha un solo de muslo muy particular, y al darse cuenta de que el que hacía el solo era su padre, Lurleen se alegra pero al mismo tiempo se enfada. Royce le pide perdón y promete no dejarla, por lo que Lurleen cree en su palabra y Royce se muestra como un excelente padre delante de todos, incluso era mejor que Homer. Por todo esto, Lurleen compuso una canción para su padre la cual, la canta junto con los Simpsons. Todo es perfecto, pero cuando las cosas no podían estar mejor en la vida de los Simpsons y de Lurleen, Royce abandona de nuevo a su hija.
Al día siguiente, Lurleen se levanta triste porque su padre se fue. Y su tristeza es tan extrema que corta la palabra "POP" de cada envase que ve (envases alimenticios). La familia siente mucho el que le pasara esto a Lurleen, Lisa le dice que tiene a la música de su lado, pero Lurleen mira la televisión con la familia Simpson donde están viendo videos de música country. Y en el momento donde se presenta el nuevo éxito de las Dixie Chicks, Lurleen nota que esa canción es similar a la que compuso para su padre. Y fue para asombro de todos cuando ven que Royce, el padre de Lurleen había robado la canción que su hija le dedicó para cambiarle la letra, convertirla en canción patriota y con eso, hacerse representante de las Dixie Chicks por lo cual, Lurleen está más triste.
Mientras Lurleen estaba triste, aparece nuevamente el Coronel Homer, Lurleen se lleva la sorpresa pero no nota que venía acompañado de la Mayor Marge y ambos estaban allí para convencer a Lurleen de que recapacite sobre sus acciones y que no deje que un hombre mueva su vida. A lo cual, Lurleen accede. Mientras de que las Dixie Chicks terminaron su presentación, Royce les hace saber que el éxito que ellas cantan, termina siendo parte de un comercial. Las Dixie Chicks sienten dudas sobre el por qué la vendió pero él les dice que es para obtener dinero (dinero que solo sería para Royce). En ese instante, Lurleen se aparece para exigirle a su padre por sus acciones, y en lugar de tocar una canción, le rompe una guitarra en la cabeza. Las Dixie Chicks no quieren que Lurleen haga daño a su representante pero Lurleen les hace saber que la canción éxito de ellas en realidad, era la canción de Lurleen, canción que Royce había robado. Las Dixie Chicks quieren golpear a Royce con sus propios instrumentos, este se excusa de manera patética pero al final, termina siendo golpeado por las cantantes.
El episodio termina con el ingreso de Lurleen como telonera de las Dixie Chicks y con su nuevo novio (que se parecía a Homer). Marge le abraza y se despide de manera amable de Lurleen pero entre susurros, Marge amenaza de muerte a Lurleen si volvía a aparecerse en su vida y en la de su familia.